# Marlon Medina
Marlon José Medina García (Estelí, 6 agosto 1985) è un calciatore nicaraguense, centrocampista della Juventus Managua.

## Caratteristiche tecniche
Può giocare come trequartista o come ala destra.

## Carriera

### Club
Nel 2013, dopo alcuni anni al Real Estelí, si trasferisce all'Ocotal. Dopo aver collezionato solo una presenza, l'anno successivo viene ceduto al Municipal Jalapa. Nell'estate 2016 viene acquistato dalla Juventus Managua.

### Nazionale
Ha debuttato in Nazionale il 22 gennaio 2009, in El Salvador-Nicaragua (1-1), in cui ha messo a segno, al minuto 85, il gol del definitivo 1-1. Ha partecipato, con la Nazionale, alla Gold Cup 2009. Ha collezionato in totale, con la maglia della Nazionale, 12 presenze e una rete.